# Adama Coulibaly (football)
Pour les articles homonymes, voir Adama Coulibaly et Coulibaly.
Ne pas confondre avec le footballeur Adamo Coulibaly.
Adama Coulibaly est footballeur international malien né le 10 septembre 1980 à Bamako. Il évolue en défense centrale.
Il a pour surnom Police du fait que son père était policier à Bamako.

## Carrière

### RC Lens
À l'âge de 16 ans, il s'inscrit dans le club malien du Djoliba AC, où il effectuera ses débuts professionnels. En 1999, il signe en France, repéré par le Racing Club de Lens. Il gravit les échelons jusqu'à y devenir un titulaire indiscutable dans la défense centrale du Racing, aux côtés du Brésilien Hilton. Une grave blessure en février 2003, causé par un tacle par derrière du Montpelliérain Sébastien Michalowski, le laisse éloigné des terrains pendant de longs mois.
Mais il revient tout aussi fort et en 2006, il est nommé vice-capitaine, suppléant son ami de sélection Seydou Keita. Juste après la démission de Francis Gillot, il met fin aux rumeurs le propulsant en Angleterre, et prolonge son contrat jusqu'en 2011.
Sur le départ après la relégation de Lens, il entre en contact avec l'AJ Auxerre. Le 25 juin 2008, le président Gervais Martel annonce son départ pour la Bourgogne comme officiel,.

### AJ Auxerre
À l'AJ Auxerre, Adama Coulibaly fait tout de suite parti des pièces essentielles de l'équipe. Titulaire indiscutable, il contribue à la qualification du club à la Ligue des champions (Auxerre finissant meilleure défense de Ligue 1 lors de la saison 2009/2010).
Lors de la saison 2010-2011 il dispute l'intégralité des 38 matchs de championnat sans jamais avoir été remplacé. Il prend également part aux 8 rencontres d'Auxerre en Ligue des champions.
Le 26 octobre 2011, remplaçant, lors d'un huitième de finale de coupe de la Ligue contre le SM Caen, il est contraint de rentrer en jeu pour pallier l'expulsion de Willy Boly. Il se blesse lors de la prolongation mais reste sur le terrain, l'AJA ayant épuisé ses trois changements. Son indisponibilité est évaluée à huit semaines (double fracture du cinquième métatarse du pied droit).
Finalement, il doit déclarer forfait pour le reste de la saison et ne peut enrayer la chute de l'AJA en Ligue 2. 
Remis de sa blessure il réintègre la défense centrale ajaïste même si ses performances ont alors sensiblement régressé. Il devient malgré tout capitaine de la formation bourguignonne.

### Valenciennes FC
Le 23 juillet 2014, Adama Coulibaly signe au club de Valenciennes.

### Équipe nationale
- Première sélection en Équipe du Mali le 24 mai 2001 (Mali 5 - 1 Black Stars)
- Participation à 4 Coupe d'Afrique des nations : 2002 (5 matchs) 2004 (6 matchs) 2008 (3 matchs) et 2013 (4 matchs)

## Palmarès
- Coupe Intertoto (1) :
  - Vainqueur : 2005
- Championnat de France :
  - Vice-Champion : 2002
- Coupe de la Ligue 
  - Finaliste : 2008

## Statistiques
| Saison      | Club            | Pays   | Championnat   | Championnat | Championnat | Championnat  | Championnat  | Coupe d'Europe | Coupe d'Europe | Coupe d'Europe |
| Saison      | Club            | Pays   | Division      | Matchs      | Buts        | Cartons      | Cartons      | Type           | Matchs         | Buts           |
| Saison      | Club            | Pays   | Division      | Matchs      | Buts        | Carton jaune | Carton rouge | Type           | Matchs         | Buts           |
| ----------- | --------------- | ------ | ------------- | ----------- | ----------- | ------------ | ------------ | -------------- | -------------- | -------------- |
| 1998 - 1999 | Djoliba AC      | Mali   | Division 1    | ?           | ?           | ?            | ?            | -              | -              | -              |
| 1999 - 2000 | RC Lens         | France | Division 1    | 5           | 0           | 2            | 0            | C3             | 1              | 0              |
| 2000 - 2001 | RC Lens         | France | Réserve - CFA | 22          | 3           | ?            | ?            | -              | -              | -              |
| 2001 - 2002 | RC Lens         | France | Division 1    | 22          | 2           | 3            | 0            | -              | -              | -              |
| 2002 - 2003 | RC Lens         | France | Ligue 1       | 25          | 0           | 2            | 0            | C1 et C3       | 5 et 1         | 1 et 0         |
| 2003 - 2004 | RC Lens         | France | Ligue 1       | 22          | 1           | 2            | 0            | C3             | 4              | 1              |
| 2004 - 2005 | RC Lens         | France | Ligue 1       | 18          | 0           | 0            | 0            | -              | -              | -              |
| 2005 - 2006 | RC Lens         | France | Ligue 1       | 35          | 2           | 1            | 0            | C3             | 5              | -              |
| 2006 - 2007 | RC Lens         | France | Ligue 1       | 33          | 2           | 3            | 0            | C3             | 6              | -              |
| 2007 - 2008 | RC Lens         | France | Ligue 1       | 30          | 2           | 1            | 0            | C3             | 3              | -              |
| 2008 - 2009 | AJ Auxerre      | France | Ligue 1       | 30          | 1           | 0            | 0            | -              | -              | -              |
| 2009 - 2010 | AJ Auxerre      | France | Ligue 1       | 33          | 1           | 1            | 0            | -              | -              | -              |
| 2010 - 2011 | AJ Auxerre      | France | Ligue 1       | 38          | 0           | 4            | 0            | C1             | 8              | 0              |
| 2011 - 2012 | AJ Auxerre      | France | Ligue 1       | 8           | 0           | 0            | 0            | -              | -              | -              |
| 2012 - 2013 | AJ Auxerre      | France | Ligue 2       | 24          | 1           | 3            | 0            | -              | -              | -              |
| 2013 - 2014 | AJ Auxerre      | France | Ligue 2       | 37          | 1           | 3            | 0            | -              | -              | -              |
| 2014 - 2015 | Valenciennes FC | France | Ligue 2       | 26          | 1           | 1            | 1            | -              | -              | -              |